# Heimwehr

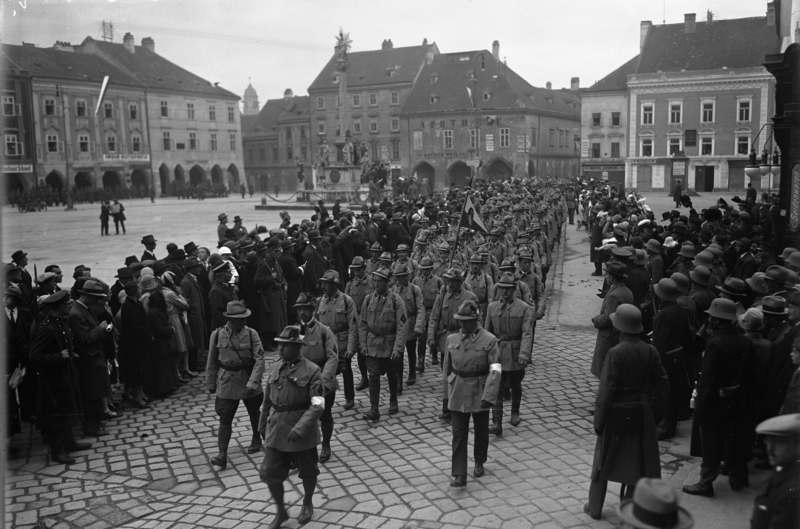
Parade van de Heimwehr.

Heimwehr (Nederlands: 'Vaderlandse' of 'Thuisland Verdediging') was een Oostenrijkse paramilitaire beweging in 1929 gesticht door prins Ernst von Starhemberg. De beweging ontwikkelde zich ideologisch van christelijk-sociaal tot austrofascistisch. De Heimwehr kwam voort uit de diverse extreemrechtse en paramilitaire groepjes (vrijkorpsen) die in Oostenrijk, net als in Duitsland na de Eerste Wereldoorlog, werden opgericht. De aanhang van de Heimwehr bestond voor een groot deel uit arbeiders, landarbeiders, kleine boeren en middenstanders.
De politieke tak van de Heimwehr heette Heimatsblock (Thuislands Blok).
In 1930 werd Starhemberg minister van Binnenlandse Zaken en in 1931 vergaarde de Heimwehr enkele ministerposten in het kabinet van dr. Engelbert Dollfuss. De korte, maar hevige burgeroorlog van februari 1934 werd uitgevochten tussen de Heimwehr en de sociaaldemocratische militie, de Republikanischer Schutzbund.
Bij de onderdrukking van de julistaatsgreep van de nazi's waarbij kanselier Dollfuss om het leven kwam, speelden de Heimwehren eveneens een vooraanstaande rol. De opvolger van Dollfuss, Kurt von Schuschnigg, was echter bevreesd voor de Heimwehr, en in 1936 werd de organisatie in het Vaderlands Front opgenomen.
Na de anschluss speelden verscheidene oud-Heimwehrleden een rol in het verzet tegen de nazi's. Ernst von Starhemberg wilde zelfs een Oostenrijks Legioen in Frankrijk oprichten (september 1939), maar vond hiervoor geen steun bij Daladier. Starhemberg trad daarop als vlieger in dienst van de Franse luchtmacht, maar aangezien hij weigerde op Duitsland en Oostenrijk te vliegen en toen enige Britse politici bezwaar maakten tegen het in dienst nemen van een 'fascist', trok hij zich later weer terug (zijn pilotentijd speelde zich om genoemde redenen af in West-Afrika).